# Peperomia pululaguana
Peperomia pululaguana är en pepparväxtart som beskrevs av C. Dc.. Peperomia pululaguana ingår i släktet peperomior, och familjen pepparväxter. Inga underarter finns listade i Catalogue of Life.